# Slaveri i Irak

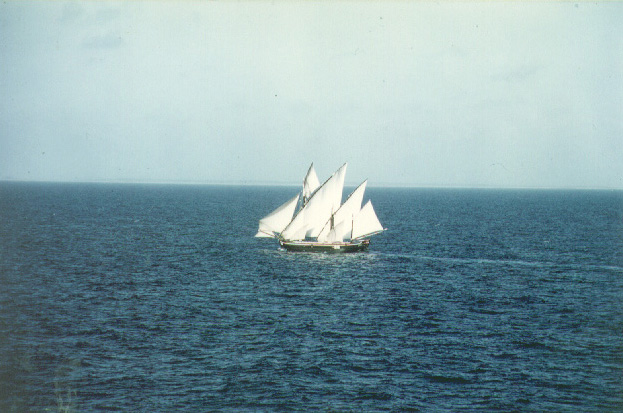
Dhower användes i den indiskoceanska slavhandeln och slavhandeln på Röda havet.

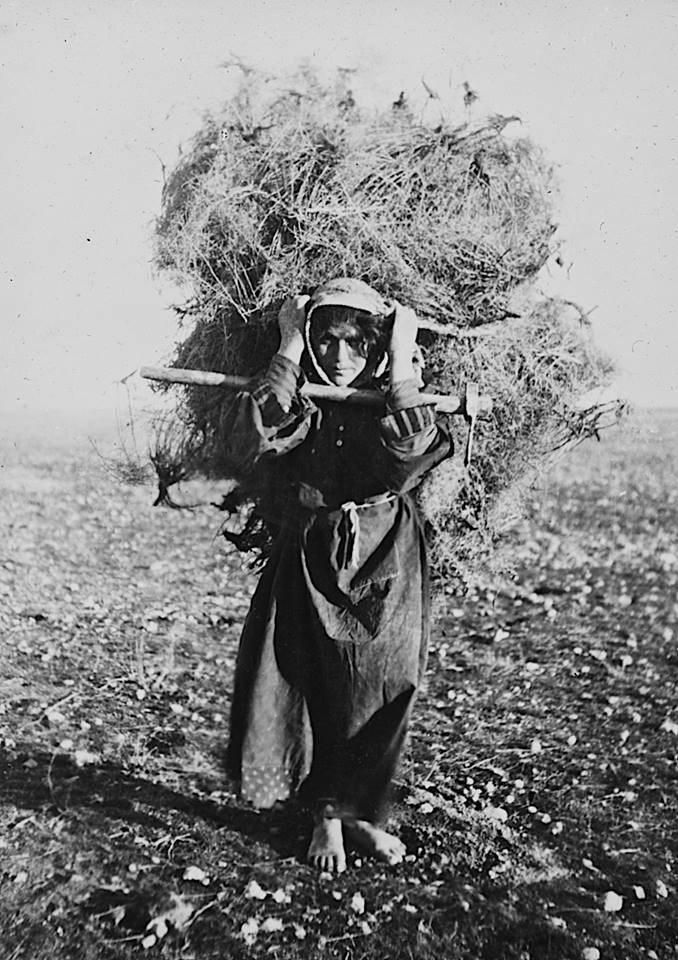
Förslavad armenisk kvinna efter folkmordet på armenierna.

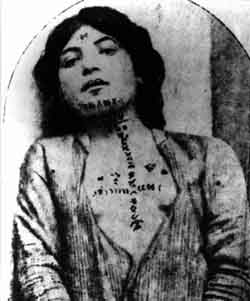
Förslavad armenisk kvinna efter folkmordet på armenierna.

Slaveri i Irak förekom officiellt fram till 1924. Irak tillhörde Osmanska riket 1535–1920 och var 1921–1932 ett brittiskt protektorat i form av kungariket Irak. Irak lydde under Osmanska rikets lagar kring slaveri. Under folkmordet på armenierna 1915–1923 förslavades många armenier i Irak. Dessa frigavs till stor del när britterna ockuperade Irak 1917. Slaveriet förbjöds därefter formellt år 1924. Många afroirakier härstammar från de slavar som transporterades till området under slavtiden. 

## Osmanska Irak (1534-1920)
Se även Slaveri i Abbasidkalifatet och Slaveri i Osmanska riket

### Slavhandel
Basra var länge ett centrum för slavhandeln i Irak, dit båtar anlade med slavar från den indiskoceanska slavhandeln. I Basra kunde man byta slavar mot dadlar vid varje dadelskörd.
Under 1800-talet importerades slavar från Afrika till Irak genom dels slavhandeln på Röda havet, och dels indiskoceanska slavhandeln. Genom slavhandeln på Röda havet fördes slavar med karavan över öknen, från Jeddah till den östra kusten av Arabiska halvön, eller från indiskoceanska slavhandeln över Persiska viken och till ön Kharg (en båtfärd som tog mellan sex och tolv dagar). De fördes vidare från Kharg till Iran via Khorramshahr, en gränsstad mellan Osmanska riket och Persien. Alternativt kunde föras till den stora slavmarknaden i Basra, varifrån de fördes vidare till Munfifiq (Suk al-Shuyukh) vid Eufrat och Bagdad och vidare till södra Mesopotamien och östra Syrien (se vidare Slaveri i Syrien).
Slavar fördes också vidare pilgrimsvägen, från Bagdad till Teheran. Den brittiska konsuln i Bagdad rapporterade år 1847: "The average import of slaves into Bussorah is 2000 head – in some years the numbers have reached 3000, but for the year 1836, owing, it is supposed, to the discouragement which the traffic has sustained from the iman of Muscat, no more than 1000 slaves were imported. 3. Of the slaves imported, one half is usually sent to the Muntefick town on the Euphrates, named Sook-ess-Shookh, from whence they are spread all over Southern Mesopotamia, and Eastern Syria; a quarter are exported directly to Bahgdad and the remainder are disposed of in the Bussorah Market." Vita kvinnor importerades via slavhandeln på Svarta havet
Under folkmordet på armenierna mellan 1915 och 1923 förslavades och såldes många armenier, främst kvinnor, flickor och pojkar under 12 års ålder, som slavar till muslimer i Syrien och Irak. Armeniska barn och flickor såldes från Syrien till Irak och hamnade i vissa fall i harem och bordeller i irakiska städer som Bagdad. Efter britternas erövring av Osmanska Bagdad räddade britterna 80 armeniska flickor från muslimska hushåll, och 1919 rapporterade britterna att det befann sig omkring 1 000 armenier i Bagdad och att deras antal ständigt ökade när flickor och barn räddades från arabiska hushåll.

### Funktion
Den islamiska slavhandeln fokuserade på kvinnor. Dessa användes som tjänare i hushållet och som sexslavar.  Kvinnliga slavar användes som hushållstjänare eller konkubiner (sexslavar). 
Sexuellt slaveri var länge ett starkt fokus för slavhandeln till Arabvärlden. Kvinnliga slavar var vanligare än manliga, och behandlades snarlikt och enligt samma regler och seder i hela Arabvärlden. De kvinnor som hamnade som konkubiner i en rik urban mans harem kunde, om de födde en son åt sin ägare, uppnå status som Umm Walad och därmed bli fria vid sin ägares död; de kvinnor som såldes till beduiner levde på samma sätt som de övriga kvinnorna i en beduins familj.  
De kvinnor som såldes som tjänsteflickor till fattigare muslimer levde under sämre villkor, då de inte bara fick arbeta hårt och samtidigt utsattes sexuellt, utan dessutom ibland prostituterades av sina ägare; reproduktionen och livslängden för en slav var låg, då spädbarnsdödligheten hos slavar var hög, och kvinnliga slavar utnyttjades sexuellt redan som barn och sällan uppnådde fyrtioårsåldern. 
Manliga slavar användes som eunucker, soldater och tjänare.

## Upphörande
Efter vapenvilan gav den Osmanska regeringen order till de lokala styresmännen att lokalisera (förslavade) kristna kvinnor och barn och återlämna dem till kristna myndigheter. Egyptiska armenier organiserade räddningsexpeditioner för att hämta armeniska slavar från beduinerna i Syrien och Mesopotamien (Irak): en av dessa, ledd av Rupen Herian, räddade 533 förslavade kvinnor och barn mellan juni och augusti 1919.
Många armenier som förslavades under folkmordet kunde under 1920-talet befrias, tack vare bland annat Karen Jeppe, men tusentals kvarblev i slaveri.
Slaveriet förbjöds formellt 1924 genom kungligt dekret av kung Faisal I.

## 2000-talet
Under 2010-talet återuppstod slaveriet under Islamiska staten i territorier i Irak ockuperade av terroristgruppen: se Slaveri under 2000-talets islamiststyre.